# Frontière entre l'Égypte et la bande de Gaza
La frontière entre l'Égypte et la bande de Gaza est la frontière internationale séparant l'Égypte, pays d'Afrique, de la bande de Gaza, territoire palestinien du Moyen-Orient. Du fait de la situation diplomatique complexe entre l'Égypte, la bande de Gaza et Israël tout proche, cette frontière est fortement contrôlée et fortifiée. Le seul point de passage qui permet de la traverser est le poste-frontière de Rafah.

## Zone tampon de Rafah
En novembre 2014, l'Égypte commence à créer une zone tampon de 500 mètres de largeur le long de la frontière, en démolissant environ 800 maisons. À partir de janvier 2015, l'Égypte étend largement cette zone tampon à une zone de 13,5 kilomètres de longueur et 6,4 kilomètres de largeur, avec la destruction de 1 220 habitations, dont l'intégralité de la ville égyptienne de Rafah. En 2018, Human Rights Watch comptabilise la destruction de plus de 3 000 habitations dans le cadre de la création de cette zone tampon.
En février 2024, au cours du conflit entre Israël et le Hamas dans la bande de Gaza et à l'annonce prochaine d'une attaque par Israël de la ville de Rafah où un grand nombre de gazaouites ont trouvé refuge, l'Égypte défriche une imposante superficie de terrain à proximité de la frontière. Les observateurs et analystes interprètent ces aménagements comme étant les travaux pour la création d'un camp de réfugiés, ce que l'Égypte dément et annonce effectuer des opérations préalables à la création d'une zone logistique pour l'aide humanitaire vers Gaza,.